# Élections législatives trinidadiennes de 2020
Les élections législatives trinidadiennes de 2020 ont lieu le 10 août 2020 afin d'élire les 41 représentants de la Chambre des représentants de Trinité-et-Tobago.
Le Mouvement national du peuple au pouvoir conserve la majorité absolue des sièges, permettant à Keith Rowley de se maintenir au poste de Premier ministre.

## Contexte

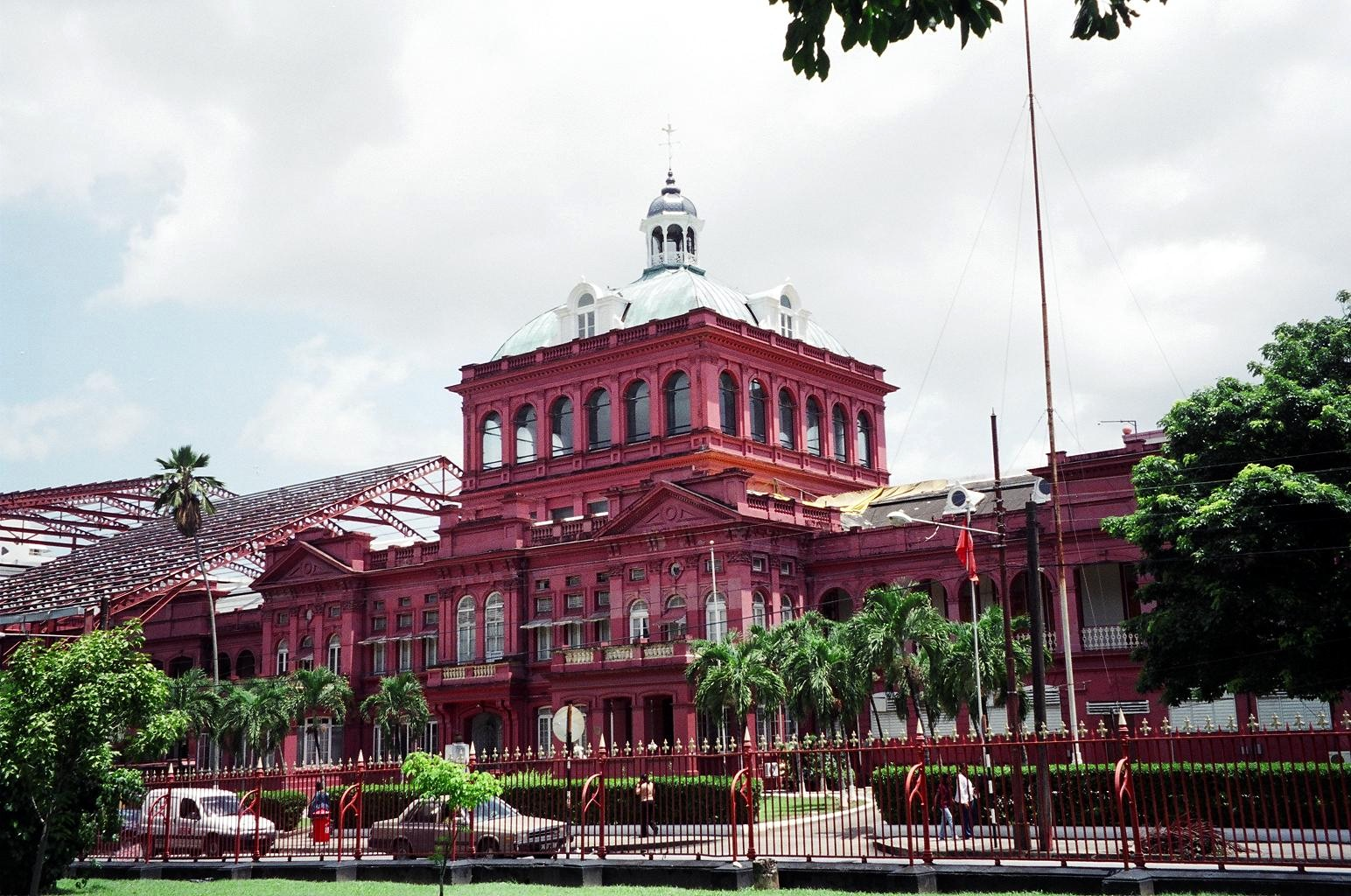
La Maison rouge à Port-d'Espagne, siège du parlement.

Les élections législatives de septembre 2015 donnent lieu à une alternance politique avec la victoire du Mouvement national du peuple sur la coalition sortante Partenariat du peuple menée par le Congrès national uni. Keith Rowley remplace Kamla Persad-Bissessar au poste de Premier ministre.
En avril 2019, la dirigeante du Congrès du peuple (COP), Carolyn Seepersad-Bachan, annonce le retrait de son parti de la coalition Partenariat du peuple afin de participer seul aux prochaines élections, reprochant au Congrès national uni son hégémonie sur l'alliance électorale. 
La période de précampagne électorale est interrompue le 13 mars du fait de la pandémie de coronavirus,. Celle-ci reprend plusieurs mois plus tard, avec une nouvelle date de tenue du scrutin fixée au 10 août.

## Système électoral
La Chambre des représentants est la chambre basse du Parlement bicaméral de Trinité-et-Tobago. Elle est composée de 41 sièges pourvus pour cinq ans au scrutin uninominal majoritaire à un tour dans autant de circonscriptions. Le président de la chambre peut éventuellement être choisi en dehors de ses membres, auquel cas il en devient membre ex officio.

## Forces en présence
| Parti | Parti                                                         | Idéologie                                                                | Chef de file             | Résultats en 2015           |
| ----- | ------------------------------------------------------------- | ------------------------------------------------------------------------ | ------------------------ | --------------------------- |
|       | Mouvement national du peuple People's National Movement (PNM) | Centre Libéralisme, nationalisme                                         | Keith Rowley             | 51,68 % des voix 23 députés |
|       | Congrès national uni United National Congress (UNC)           | Centre gauche Social-démocratie, socialisme démocratique, troisième voie | Kamla Persad-Bissessar   | 39,61 % des voix 17 députés |
|       | Congrès du peuple Congress of the People (COP)                | Centre gauche Réformisme                                                 | Carolyn Seepersad-Bachan | 6,01 % des voix 1 député    |

## Déroulement
Les bureaux de vote connaissent une forte affluence au cours de ces élections. Ce qui combiné avec les mesures sanitaires liées à la pandémie de Covid-19 entraîne d'importantes files d'attente dans plusieurs bureaux de votes, où les opérations. Des observateurs font ainsi part de leurs craintes que les longues files d'attente aient pu dissuader des électeurs de participer au vote.

## Résultats
|                          |                                                |           |       |      |        |               |  |  |  |
| Parti                    | Parti                                          | Voix      | %     | +/-  | Sièges | +/-           |  |  |  |
|                          | Mouvement national du peuple (PNM)             | 322 180   | 49,05 | 2,63 | 22     | 1             |  |  |  |
|                          | Congrès national uni (UNC)                     | 309 654   | 47,14 | 7,53 | 19     | 2             |  |  |  |
|                          | Patriotes progressistes démocrates (PDP)       | 10 368    | 1,58  | Nv   | 0      | en stagnation |  |  |  |
|                          | Parti progressiste de l'autonomisation (PEP)   | 5 930     | 0,90  | Nv   | 0      | en stagnation |  |  |  |
|                          | Parti libéral indépendant (ILP)                | 3 817     | 0,58  | 0,12 | 0      | en stagnation |  |  |  |
|                          | Mouvement pour la justice sociale (MSJ)        | 1 223     | 0,19  | Nv   | 0      | en stagnation |  |  |  |
|                          | Mouvement pour le développement national (MND) | 1 039     | 0,16  | Nv   | 0      | en stagnation |  |  |  |
|                          | Nouvelle vision nationale (NNV)                | 496       | 0,08  | 0,04 | 0      | en stagnation |  |  |  |
|                          | Coalition Congrès du peuple (COP–DPTT–TTDF)    | 467       | 0,08  | 5,93 | 0      | 1             |  |  |  |
|                          | Autres partis                                  | 1 351     | 0,21  | –    | 0      | en stagnation |  |  |  |
|                          | Indépendants                                   | 367       | 0,06  | 0,26 | 0      | en stagnation |  |  |  |
|                          |                                                |           |       |      |        |               |  |  |  |
| Suffrages exprimés       | Suffrages exprimés                             | 656 892   | 99,73 |      |        |               |  |  |  |
| Votes blancs et nuls     | Votes blancs et nuls                           | 1 785     | 0,27  |      |        |               |  |  |  |
| Total                    | Total                                          | 658 677   | 100   | –    | 41     | en stagnation |  |  |  |
| Abstentions              | Abstentions                                    | 475 458   | 41,92 |      |        |               |  |  |  |
| Inscrits / participation | Inscrits / participation                       | 1 134 135 | 58,08 |      |        |               |  |  |  |

## Analyse et conséquences

Parti vainqueur par circonscription.

Les résultats de six circonscriptions font l'objet de recours aboutissant à un recompte des voix,. Ces derniers repoussent d'une semaine l'annonce des résultats définitifs, une première dans le pays, où tous les résultats électoraux au niveau national avaient jusque là été connus au lendemain des scrutins,.
Bien qu'en recul, le Mouvement national du peuple du Premier ministre Keith Rowley l'emporte avec 22 sièges contre 19 au parti d'opposition du Congrès national uni, soit un siège de moins pour le gouvernement sortant qui conserve néanmoins la majorité absolue. Le Congrès du peuple perd quant à lui toute représentation à la chambre. Keith Rowley est reconduit au poste de Premier ministre et prête serment le 19 août.